# ذراحيات
الذراحيات أو الخنافس الجندية أو فصيلة كانثاريدي (بالانجليزي: soldier beetles) (الاسم العلمي: Cantharidae)، هي عبارة عن خنافس ذات جسم ناعم نسبيًا ومستقيمة تنتمي إلى فصيلة لامبيريديا(Lampyridae) أو اليراعة بيد أنها تكون غير قادرة على إنتاج ضوء. وتنتشر هذه الخنافس في جميع أنحاء العالم. ويتمثل أحد الأنواع البريطانية الشائعة من هذه الخنافس في تلك الخنافس ذات اللون الأحمر اللامع التي تذكر الإنسان بالمعاطف الحمراء التي يرتديها الجنود، ومن هنا جاءت تسميتها بهذا الاسم. وهناك اسم ثانوي شائع لها وهو ذوات الجناح الجلدي (leatherwing) حيث تم الحصول عليه من تركيب الأغطية التي تكسو الجناح. ومن الناحية التاريخية، تم وضع هذه الخنافس في إحدى العائلات الفائقة المسماة "Cantharoidea" التي تندرج تحت عائلة الاتيرويديا (Elateroidea) الفائقة؛ حيث ما زال يتم استخدام هذا الاسم في بعض الأحيان كإحدى المجموعات التي لا رتبة لها مشتملة على فصائل كانثاريديا (Elateroidea) وديريليديا (Drilidae) ولامبيريديا (Lampyrida) وليسيديا (Lycidae) وأوماليسيديا (Omalisidae) وأوميثيديا (Omethidae) وفينجوديديا (Phengodidae) (التي تضم تبيجيوسيديا) (Telegeusidae) وراجوفثالميديا) (Rhagophthalmidae). ويكون الفلاحون بحاجة شديدة للخنافس الجندية كعوامل تعمل على مكافحة الآفات البيولوجية لعدد من آفات (حيوان) الحشرات. وتكون اليرقة ذات لون رمادي أو بني داكن كما تكون نحيلة وشبيهة بالدودة وتكون ذات مظهر متموج نظرًا لتقسيمها الواضح. وتتغذى هذه الخنافس على بيض الجندب وحشرات المن واليسروع وغيرها من الحشرات ذات الجسم الناعم التي يمثل معظمها آفات. ويكون الذكور بصفة خاصة من الحشرات المفترسة الهامة التي تتغذى على المن. كما تكمل غذائها باستخدام الرحيق وحبوب اللقاح ويمكن أن تكون ملقحات صغيرة. ومن الممكن أن يتزايد تعداد حشرات الخنافس الجندية من خلال زراعة النباتات ذات الرحيق الجيد أوالنباتات المنتجة لحبوب اللقاح مثل الصقلاب (Asclepias) أو سوليداجو (Solidago).

## أجناس مختارة
- العبسية
- أبسيديلا (Absidiella)
- أسيليس (Asilis)
- أسيمس (Athemus)
- باكتروكانثاريس (Bactrocantharis)
- بيلوتس (Belotus)
- كاكودس (Caccodes)
- كانساريس (Caccodes)
- ذراح (Cantharis)
- تشاليوجناتس (Chauliognathus)
- كومبسزنيتشا (Compsonycha)
- كورديلوسيرا (Cordylocera)
- كرودوسيليس (Crudosilis)
- ديتشلوتارسس (Dichelotarsus)
- ديسكودون (Dichelotarsus)
- فروستيا (Frostia)
- هاتشيانا (Hatchiana)
- إيتشثيورس (Ichthyurus)
- كانديوسيلس (Kandyosilis)
- لاموجليبتس (Laemoglyptus)
- ليكوسيرس (Lycocerus)
- مالسينيلس (Malthinellus)
- مالثينس (Malthinus)
- مالثودس (Malthodes)
- مالثوميثس (Malthomethes)
- ميتاكانثارس (Metacantharis)
- ميكرويتشيورس (Microichthyurus)
- ميكروبودابرس (Micropodabrus)
- ميموبوليمياس (Mimopolemius)
- نيوتيلس (Neoontelus)
- فيتونونس (Phytononus)
- بلكتونوتم (Plectonotum)
- بودابرنس (Podabrinus)
- بودابرس (Podabrus)
- بودوسيلس (Podosilis)
- بوليمياس (Polemius)
- بروسثابتس (Prosthaptus)
- بروثيمس (Prothemus)
- العبسية الزائفة (Pseudoabsidia)
- ضحامة
- سيلس (Silis)
- سوجدوكانثارس (Sogdocantharis)
- سفارارثرم (Sphaerarthrum)
- سيمفييوميثس (Symphyomethes)
- تليفورس (Telephorus)
- ثيمس (Themus)
- تروجلوميثس (Troglomethes)
- تريفينس (Tryphenis)
- تريفيرس (Trypherus)
- تليوسيرس (Tylocerus)
- تيتثونكس (Tytthonyx)

## وصلات خارجية
- [<a href="http://delta-intkey.com/elateria/www/cant.htm">http://delta-intkey.com/elateria/www/cant.htm</a> Delta key]
- [<a href="http://sites.google.com/site/mikesinsectkeys/Home/keys-to-coleoptera/cantharidae/FamilyCantharidae,keytogenus.pdf?attredirects=0">http://sites.google.com/site/mikesinsectkeys/Home/keys-to-coleoptera/cantharidae/FamilyCantharidae,keytogenus.pdf?attredirects=0</a> Key to the British genera of Cantharidae]
- [<a href="http://sites.google.com/site/mikesinsectkeys/Home/keys-to-coleoptera/cantharidae/GenusCantharisillustratedkeytoBritishspecies.pdf?attredirects=0">http://sites.google.com/site/mikesinsectkeys/Home/keys-to-coleoptera/cantharidae/GenusCantharisillustratedkeytoBritishspecies.pdf?attredirects=0</a> Key to the British species of genus Cantharis]